# Gastroptychus spinifer
Gastroptychus spinifer är en kräftdjursart. Gastroptychus spinifer ingår i släktet Gastroptychus och familjen Chirostylidae. Inga underarter finns listade i Catalogue of Life.